# Бриель-сюр-Барс
Брие́ль-сюр-Барс (фр. Briel-sur-Barse) — коммуна во Франции, находится в регионе Шампань — Арденны. Департамент — Об. Входит в состав кантона Бар-сюр-Сен. Округ коммуны — Труа.
Код INSEE коммуны — 10062.
Коммуна расположена приблизительно в 165 км к юго-востоку от Парижа, в 85 км южнее Шалон-ан-Шампани, в 23 км к юго-востоку от Труа. Стоит на реке Барс.

## Население
Население коммуны на 2020 год составляло 199 человек.
| 1962 | 1968 | 1975 | 1982 | 1990 | 1999 | 2008 | 2020 |
| ---- | ---- | ---- | ---- | ---- | ---- | ---- | ---- |
| 138  | 143  | 154  | 145  | 158  | 160  | 192  | 199  |

## Экономика
В 2007 году среди 115 человек в трудоспособном возрасте (15—64 лет) 92 были экономически активными, 23 — неактивными (показатель активности — 80,0 %, в 1999 году было 78,5 %). Из 92 активных работали 87 человек (45 мужчин и 42 женщины), безработных было 5 (1 мужчина и 4 женщины). Среди 23 неактивных 9 человек были учениками или студентами, 8 — пенсионерами, 6 были неактивными по другим причинам.

## Фотогалерея

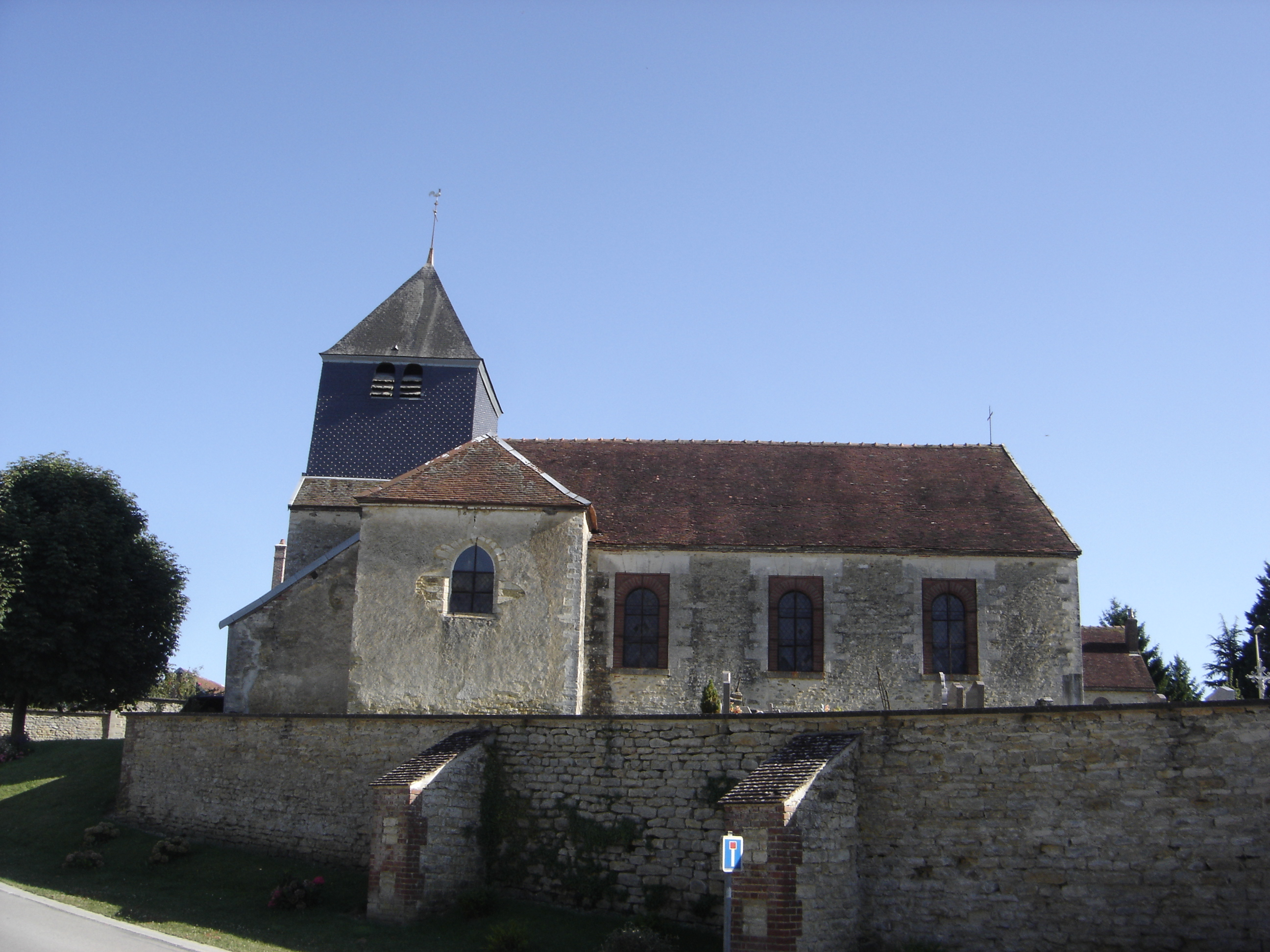
Церковь Сен-Морис
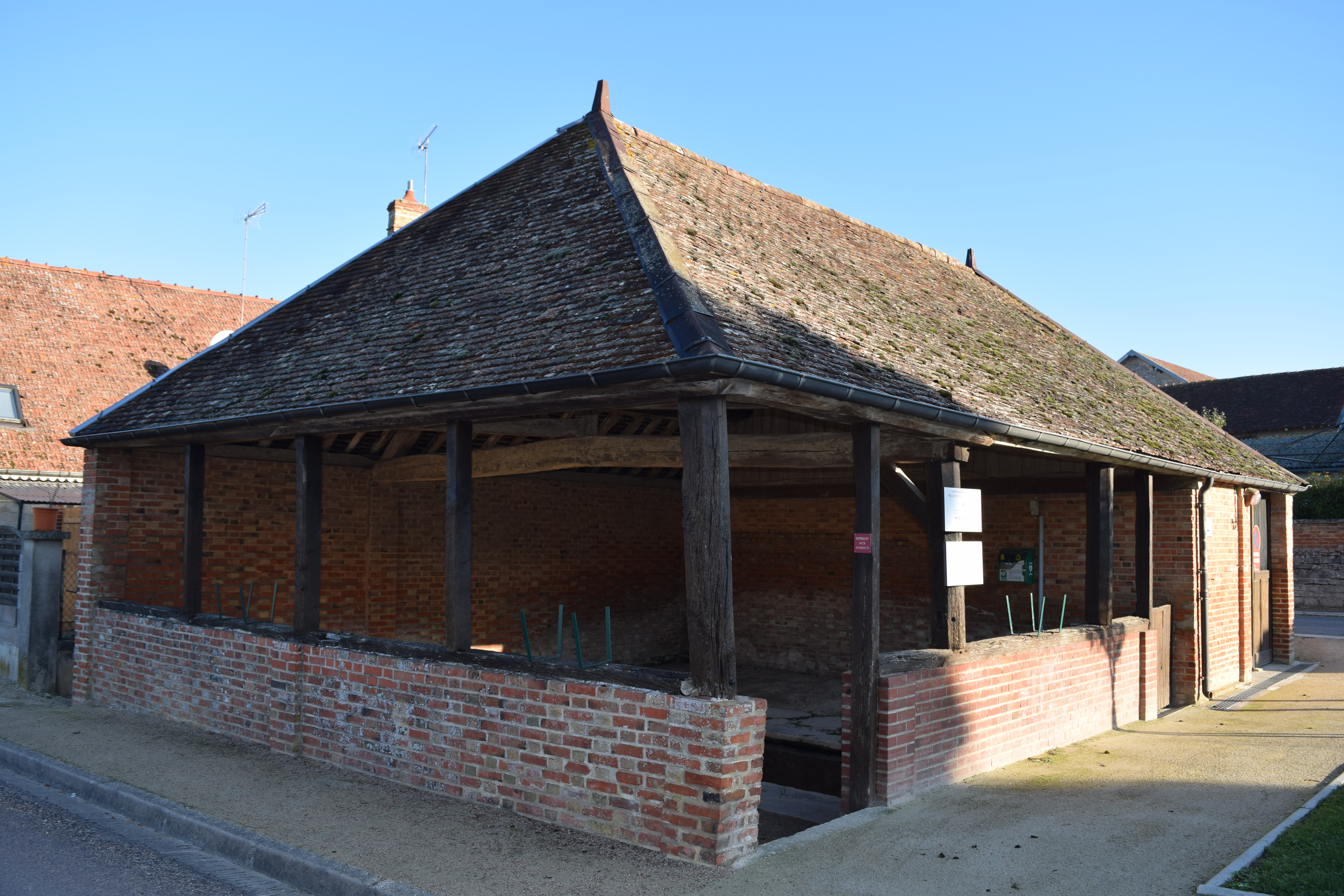
Прачечная
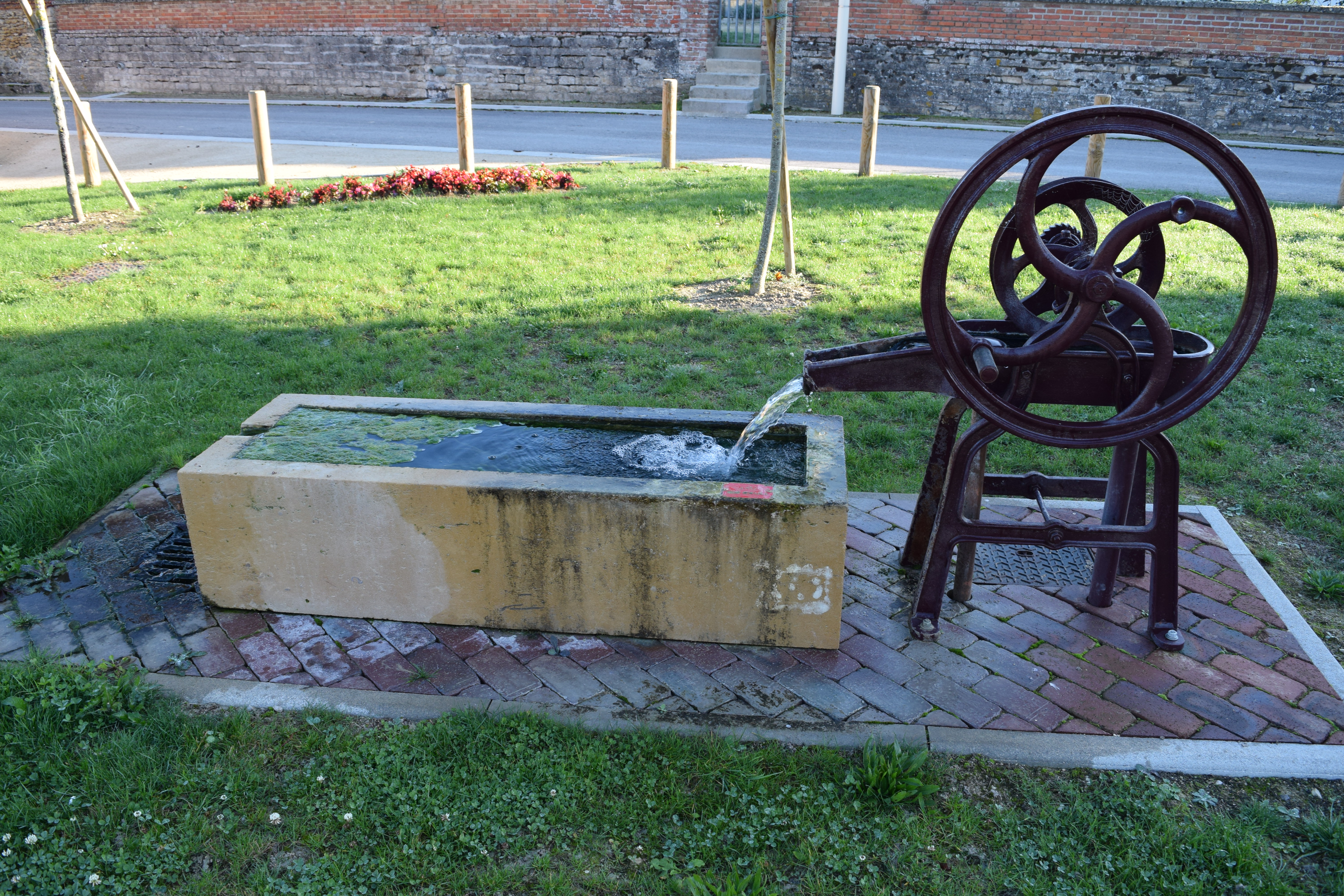
Фонтан
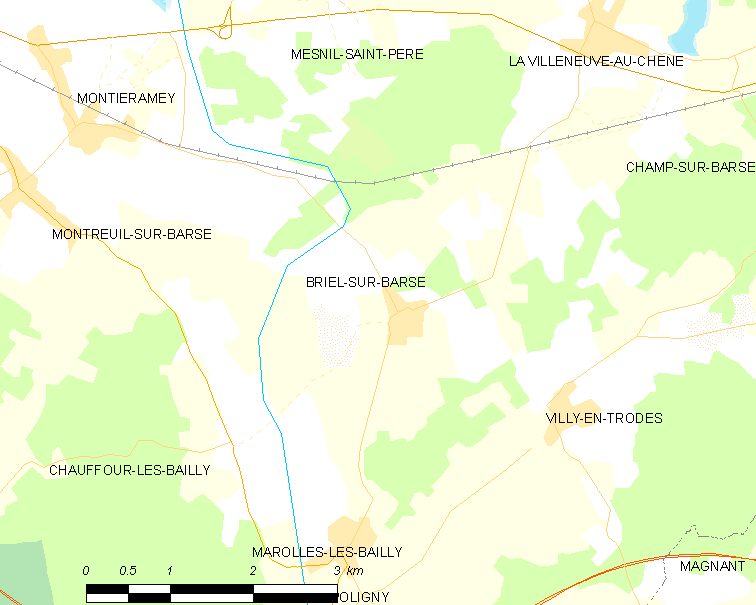
Карта коммуны